# Twice
Twice (tiếng Hàn: 트와이스; Romaja: Teuwaiseu; tiếng Nhật: トゥワイス, Hepburn: Tuwaisu; thường được viết cách điệu là TWICE) là một nhóm nhạc nữ Hàn Quốc do JYP Entertainment thành lập và quản lý vào năm 2015, bao gồm 9 thành viên: Nayeon, Jeongyeon, Momo, Sana, Jihyo, Mina, Dahyun, Chaeyoung và Tzuyu. Twice được thành lập trong chương trình truyền hình Sixteen và chính thức ra mắt vào ngày 20 tháng 10 năm 2015, với EP The Story Begins.
Twice trở nên nổi tiếng trong nước vào năm 2016 với đĩa đơn "Cheer Up", đứng ở vị trí số một trên Gaon Digital Chart, trở thành đĩa đơn có thành tích tốt nhất trong năm và giành giải "Bài hát của năm" tại Melon Music Awards và Mnet Asian Music Awards. Đĩa đơn tiếp theo của họ, "TT", trích từ EP thứ ba Twicecoaster: Lane 1, đứng đầu bảng xếp hạng Gaon trong bốn tuần liên tiếp. EP này là album của một nhóm nhạc nữ Hàn Quốc bán chạy nhất năm 2016. Trong vòng 19 tháng sau khi ra mắt, Twice đã bán được hơn 1,2 triệu bản trong số 4 EP và album của họ. Tính đến cuối năm 2021, Twice đã bán được hơn 7,29 triệu bản album tại Hàn Quốc vào năm 2019. Tính đến tháng 12 năm 2020, nhóm đã bán được hơn 10 triệu bản album tại Hàn Quốc và Nhật Bản.
Nhóm ra mắt tại Nhật Bản vào ngày 28 tháng 6 năm 2017 dưới sự quản lý của Warner Music Japan, với việc phát hành một album tổng hợp mang tên #Twice. Album đứng ở vị trí thứ 2 trên Oricon Albums Chart với lượng bán album trong tuần đầu tiên cao nhất của một nghệ sĩ K-pop ở Nhật Bản trong hai năm. Tiếp theo là phát hành đĩa đơn gốc tiếng Nhật đầu tiên của Twice mang tên "One More Time" vào tháng 10. Twice trở thành nhóm nhạc nữ Hàn Quốc đầu tiên được chứng nhận Bạch kim từ Hiệp hội Công nghiệp Ghi âm Nhật Bản (RIAJ) cho cả album và đĩa đơn CD trong cùng năm. Twice đứng thứ ba trong hạng mục Nghệ sĩ hàng đầu của Billboard Japan vào năm 2017 và năm 2019, họ trở thành nhóm nhạc nữ Hàn Quốc đầu tiên thực hiện chuyến lưu diễn tại Nhật Bản.
Twice đã gặt hái được nhiều thành công trên thị trường quốc tế, khi trở thành nghệ sĩ nữ Hàn Quốc đầu tiên đứng đầu cả bảng xếp hạng Billboard World Albums và World Digital Song Sales khi phát hành album phòng thu đầu tiên Twicetagram và đĩa đơn chủ đạo "Likey" vào năm 2017. Với việc phát hành đĩa đơn "Feel Special" vào năm 2019, Twice đã trở thành nghệ sĩ nữ Hàn Quốc thứ ba lọt vào bảng xếp hạng Canadian Hot 100. Sau khi ký hợp đồng với Republic Records cho các hoạt động quảng bá tại Mỹ trong khuôn khổ hợp tác với JYP Entertainment, nhóm đã lọt vào bảng xếp hạng Billboard 200 với More & More và Eyes Wide Open vào năm 2020, Taste of Love và Formula of Love: O+T=<3 vào năm 2021. Đĩa đơn tiếng Anh đầu tiên của Twice, "The Feels", đã trở thành bài hát đầu tiên của họ lọt vào Billboard Hot 100 và UK Singles Chart, lần lượt đạt vị trí thứ 83 và 80 trên các bảng xếp hạng này. Họ được mệnh danh là "Nhóm nhạc nữ quốc dân" tiếp theo, vũ đạo trong các bài hát của nhóm – bao gồm "Cheer Up" (2016), "TT" (2016), "Signal" (2017) và "What Is Love?" (2018) – nhanh chóng trở thành cơn sốt vũ đạo và các meme lan truyền được nhiều người nổi tiếng bắt chước.

## Sự nghiệp

### 2013–2015: Quá trình hình thành và ra mắt

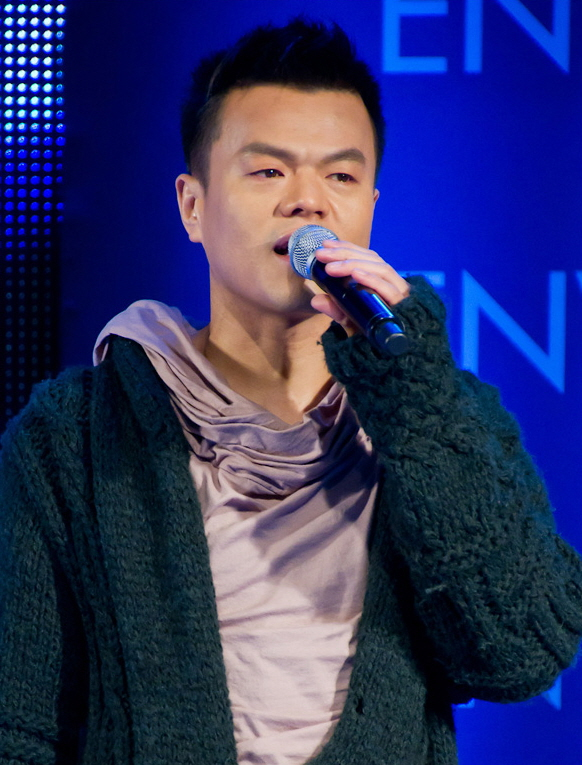
Nhà sáng lập JYP J. Y. Park là người có công gây dựng nên tên tuổi của nhóm.

Ngày 19 tháng 12 năm 2013, JYP Entertainment thông báo sẽ cho ra mắt một nhóm nhạc nữ mới trong nửa đầu năm 2014; đây sẽ là nhóm nhạc nữ tiếp theo do công ty tạo ra sau khi họ đã ra mắt Miss A vào năm 2010. Ngày 27 tháng 2 năm 2014, hai thực tập sinh JYP là Lena và Cecilia đã được xác nhận là thành viên của nhóm, trong khi đó có tin đồn cho rằng các thành viên khác sẽ là những thực tập sinh của JYP như Nayeon, Jeongyeon, Jisoo (sau này cô đổi tên thành Jihyo) và Minyoung. Dù vậy kế hoạch ra mắt nhóm sau đó đến cuối cùng đã bị hủy bỏ do sự rời đi của hai thực tập sinh Lena và Cecilia.

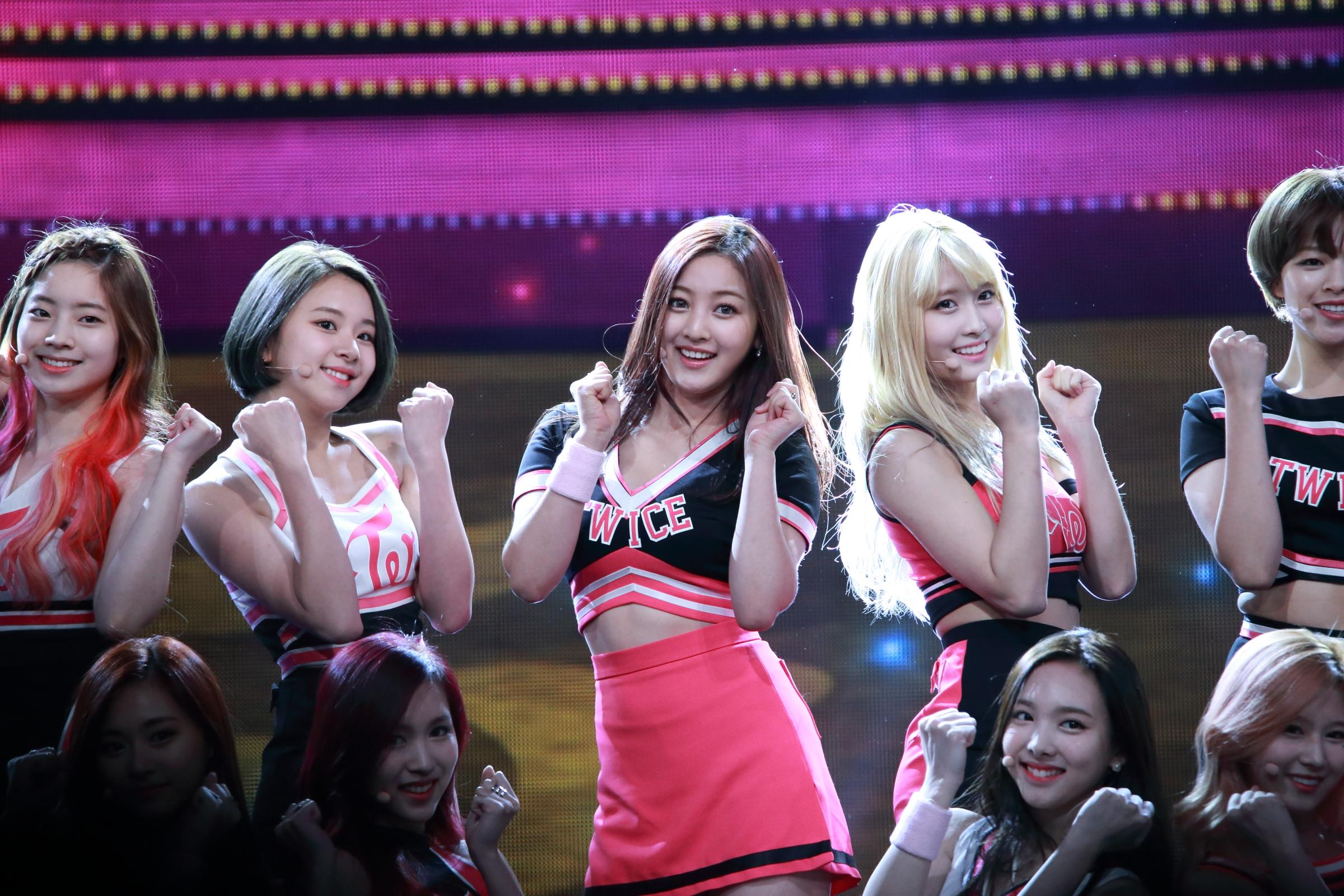
Twice trình diễn "Like Ooh-Ahh" vào năm 2015.

Vào ngày 11 tháng 2 năm 2015, Park Jin-young đã thông báo rằng sắp tới sẽ ra mắt một nhóm nhạc nữ 7 thành viên và sẽ được quyết định thông qua Sixteen, một chương trình cạnh tranh sống còn được phát sóng trên kênh Mnet vào cuối năm. Chương trình bắt đầu vào ngày 5 tháng 5 và kết thúc với đội hình 7 thành viên ban đầu gồm: Nayeon, Jeongyeon, Sana, Jihyo, Mina, Dahyun và Chaeyoung. Tuy nhiên, JYP cho rằng nhóm sẽ hoàn hảo hơn nếu tăng thành viên từ 7 lên 9 và quyết định chọn thêm Tzuyu theo ý kiến của khán giả vì cô là thí sinh nổi tiếng nhất trước khi chương trình kết thúc và Momo theo ý kiến của Park Jin Young vì ông nghĩ nhóm cần thêm một nhân tố có khả năng vũ đạo xuất sắc như Momo. Quyết định này gây tranh cãi vào lúc đó vì nhiều người phàn nàn về việc thí sinh đã bị loại lại có thể vào nhóm.
Ngày 7 tháng 10, JYP Entertainment ra mắt trang web chính thức của nhóm và thông báo qua các trang mạng xã hội nhóm sẽ ra mắt với EP The Story Begins và bài hát chủ đề "Like Ooh-Ahh". Ca khúc được mô tả mang âm hưởng color pop dance với các yếu tố như hip-hop, rock và R&B. Trong đội ngũ sáng tác có cả Black Eyed Pilseung, nổi tiếng nhờ cho ra những ca khúc thành công tiêu biểu như "Only You" của Miss A. Album và video âm nhạc của bài hát được phát hành vào ngày 20 tháng 10. Nhóm còn tổ chức một showcase trực tiếp trong cùng một ngày, nơi họ biểu diễn tất cả các ca khúc trong EP. The Story Begins gia nhập bảng xếp hạng Gaon Album Chart hàng tuần ở vị trí thứ tư và leo lên vị trí thứ ba hai tuần sau đó trong khi ca khúc chủ đề ra mắt ở vị trí thứ 22 trên bảng xếp hạng Gaon Digital Chart và leo lên vị trí thứ 10 sau ba tháng ra mắt. Bài hát cũng lọt vào Billboard World Digital Song Sales ở vị trí thứ sáu. Video âm nhạc ra mắt của nhóm đạt 50 triệu lượt xem trong vòng 5 tháng ra mắt, đã trở thành một trong những video âm nhạc ra mắt của các nhóm nhạc K-pop có lượt xem nhiều nhất trên YouTube. Ngày 12 tháng 2, Twice nhận được đề cử và giải thưởng lần đầu tiên trong sự nghiệp tại Mnet Asian Music Awards 2015 với giải Nữ nghệ sĩ mới xuất sắc nhất. Ngày 27 tháng 12, nhóm biểu diễn một phiên bản remix của ca khúc "Like Ooh-Ahh" trên SBS Gayo Daejeon, đây là lần đầu tiên Twice tham gia vào một chương trình âm nhạc cuối năm.

### 2016–2017: Sự nổi tiếng, chuyến lưu diễn đầu tiên, ra mắt tại Nhật Bản

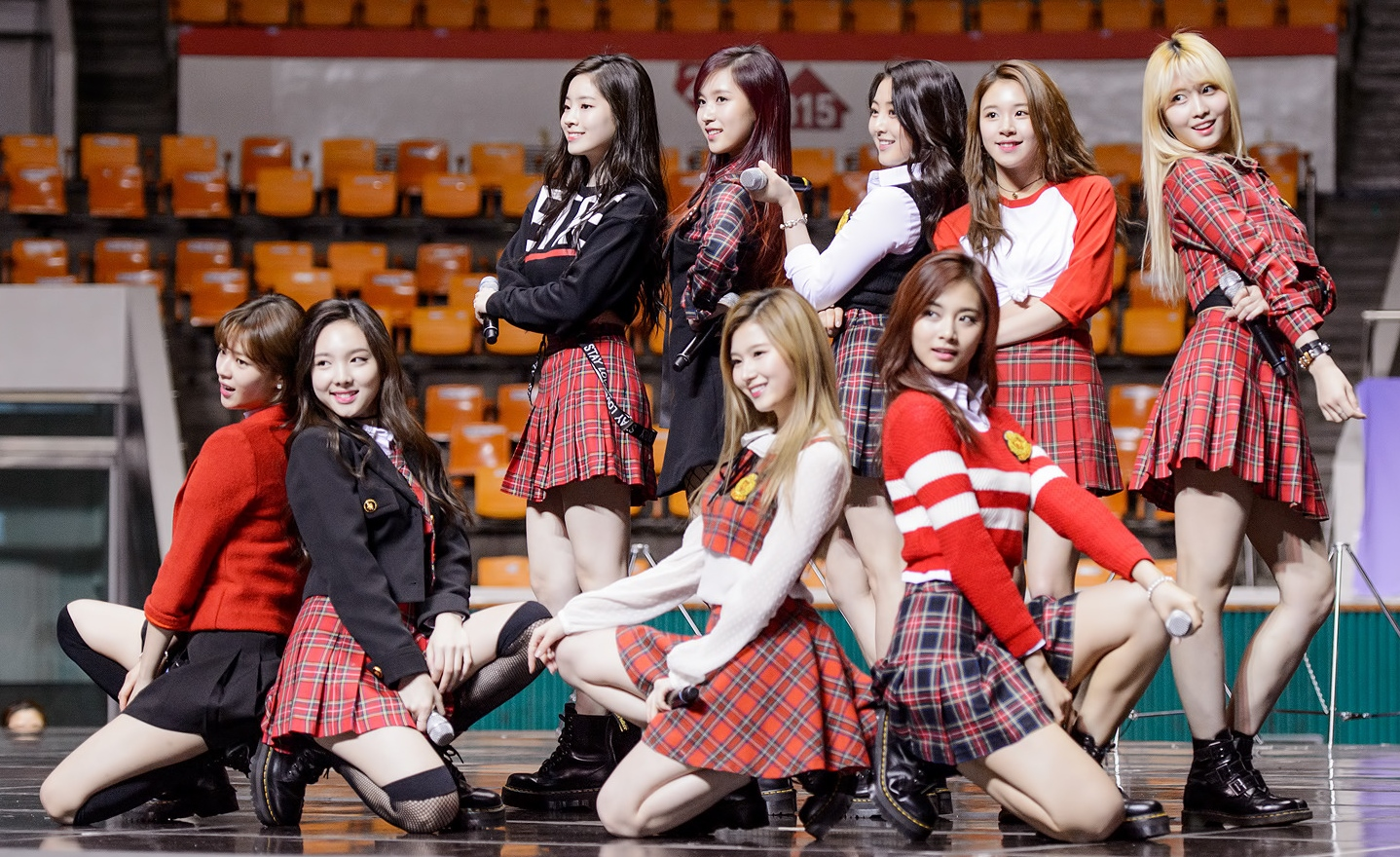
Twice biểu diễn tại Trường Cao đẳng Nghệ thuật Seoul vào tháng 2 năm 2016.

Ngày 11 tháng 4 năm 2016, JYP Entertainment đã thông báo trên Facebook và các trang mạng xã hội của Twice rằng nhóm sẽ phát hành mini album thứ hai mang tên Page Two và ca khúc chủ đề "Cheer up". Ngày 25 tháng 4, Twice phát hành EP thứ hai Page Two bao gồm ca khúc chủ đề "Cheer Up", là phiên bản remake của bản hit năm 1998 "Precious Love" của Park Ji-yoon và "I'm Gonna Be A Star" được xem như ca khúc chủ đề của chương trình Sixteen. "Cheer Up" ngay khi ra mắt đã nhanh chóng leo lên vị trí số một trên bảng xếp hạng Gaon Digital Chart và vị trí thứ ba trên bảng xếp hạng Billboard World Digital Song Sales chỉ trong tuần đầu ra mắt. Bài hát đạt thành công thương mại lớn khi xếp vị trí quán quân trên bảng xếp hạng Gaon Digital Chart năm 2016 vào cuối năm. Page Two cũng lần lượt leo lên vị trí á quân và vị trí thứ sáu trên các bảng xếp hạng Gaon Album Chart và Billboard World Albums. Ngày 5 tháng 5, Twice chính thức giành được chiếc cúp chiến thắng chương trình âm nhạc đầu tiên đầu tiên trên M! Countdown trong đợt quảng bá ca khúc "Cheer Up", tròn một năm kể từ ngày Sixteen lên sóng. Sau đó, họ liên tục giành chiến thắng trên Music Bank và Inkigayo. Đến tháng 8, EP thứ hai Page Two của Twice đã bán được hơn 150.000 bản giúp Twice trở thành nhóm nhạc nữ đầu tiên đạt kỷ lục bán hơn 100.000 bản trong năm ấy.
Trong lễ kỷ niệm tròn một năm Twice chính thức ra mắt vào ngày 20 tháng 10, nhóm đã công bố bài hát mới "One in a Million" từ EP thứ ba sắp tới, Twicecoaster: Lane 1, thông qua một chương trình phát sóng trực tiếp trên V Live. Ngày 24 tháng 10, Twicecoaster: Lane 1 và video âm nhạc của bài hát chủ đề "TT" thuộc thể loại dance pop dịu êm và vui tươi được phát hành trực tuyến. Sau khi ra mắt, "TT" đã giữ vững vị trí quán quân trong bốn tuần liên tiếp trên bảng xếp hạng Gaon Digital Chart cũng như đạt được vị trí á quân trên Billboard World Digital Song Sales. Ca khúc sau này đã đứng ở vị trí thứ 6 trên bảng xếp hạng Billboard Japan Hot 100 năm 2017 và là bài hát tiếng Hàn duy nhất góp mặt trong bảng xếp hạng. Twicecoaster: Lane 1 cũng góp mặt vào Gaon Album Chart ở vị trí quán quân và gia nhập Billboard World Album ở vị trí thứ ba. Album sau đó đạt doanh số 350.852 bản bán ra tại Hàn Quốc vào cuối năm 2016, trở thành album của nhóm nhạc nữ K-pop bán chạy nhất năm đó. "TT" sau đó trở thành video âm nhạc đầu tiên của một nữ nghệ sĩ K-pop vượt mốc 200 triệu lượt xem vào ngày 25 tháng 5 năm 2017.

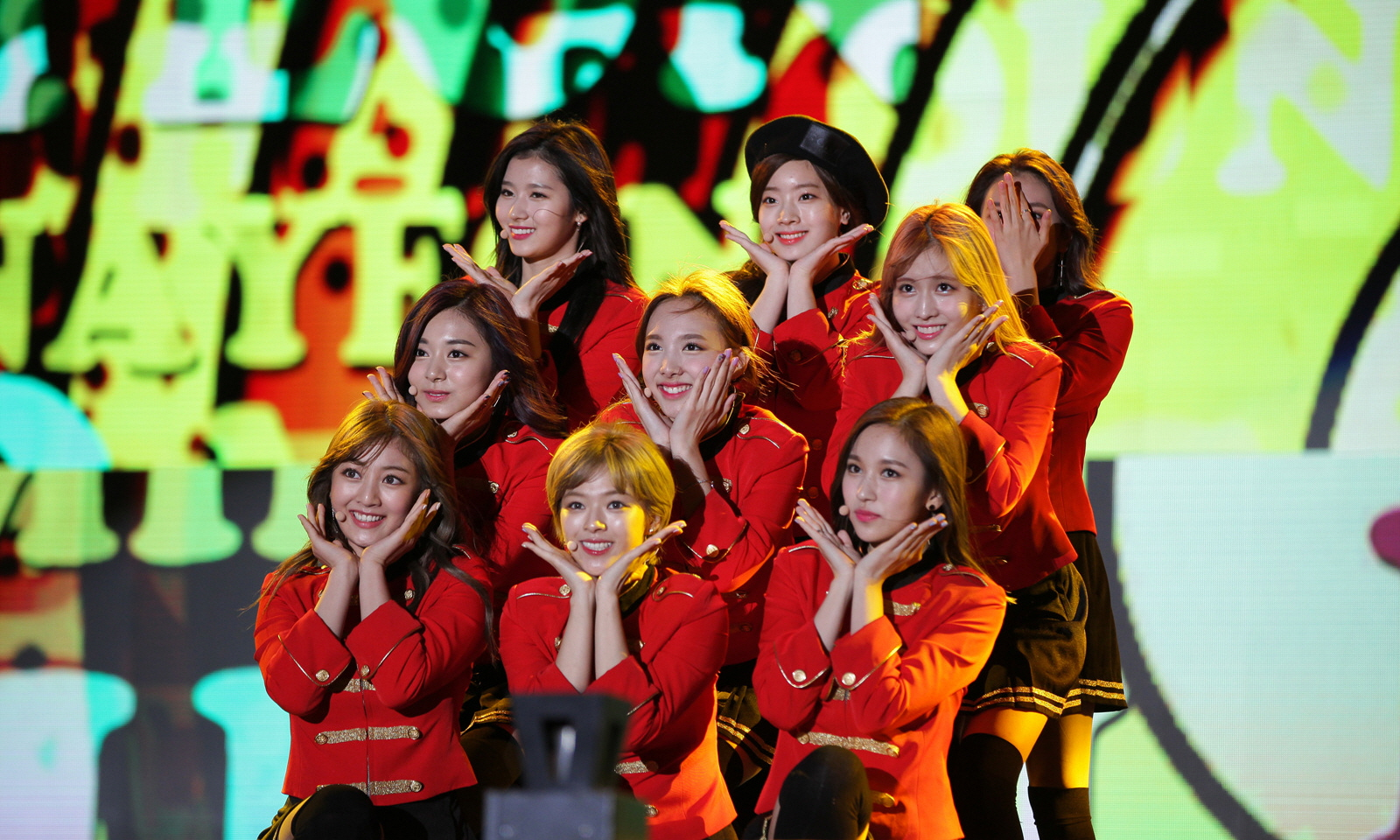
Twice biểu diễn tại Dream Concert vào ngày 15 tháng 10 năm 2016.

Vào ngày 11 tháng 11, video âm nhạc "Like Ooh-Ahh" của nhóm đạt 100 triệu lượt xem trên YouTube đã đưa Twice trở thành nhóm nhạc nữ thứ tư của K-pop đạt được 100 triệu lượt xem và cũng là video âm nhạc đầu tay của nhóm nhạc K-pop đạt được cột mốc này. Sáu ngày sau, video âm nhạc "Cheer Up" của Twice cũng đạt được thành tích tương tự. Ngày 19 tháng 11, "Cheer Up" của Twice đã giành được giải Bài hát của năm tại Lễ trao giải Melon Music Awards lần thứ 8. Tiếp sau đó là giải thưởng Bài hát của năm tại Lễ trao giải Mnet Asian Music Awards lần thứ 18 vào ngày 2 tháng 12. Cùng năm đó, "TT" cũng trở thành video đầu tiên của nữ nghệ sĩ K-pop vượt qua 200 triệu lượt xem và đạt 300 triệu lượt xem vào cuối năm.
Ngày 10 tháng 1, JYP Entertainment đã thông báo đến người hâm mộ về tour diễn đầu tiên trong sự nghiệp của Twice chỉ sau một năm bốn tháng ra mắt. Tour lưu diễn của Twice mang tên: "Twice 1st Tour: Twiceland – The Opening" tổ chức trong 3 ngày từ 17 đến 19 tháng 2 tại sân vận động SK Olympic Handball Gymnasium đã bán sạch vé. Tour diễn được tổ chức đi qua Bangkok, Thái Lan vào ngày 8 tháng 4 và Singapore vào ngày 29 tháng 4 sau điểm dừng đầu tiên là Seoul. Sau chuyến lưu diễn, Twice phát hành một album đặc biệt vào ngày 20 tháng 2 với tên gọi Twicecoaster: Lane 2 cùng với ca khúc chủ đề "Knock Knock". Đây là album tái phát hành của Twicecoaster: Lane 1.
Twice ra mắt trang web và các kênh truyền thông xã hội khác bằng tiếng Nhật vào đầu tháng 2. Vào ngày 24 tháng 2, nhóm chính thức công bố rằng họ sẽ ra mắt tại Nhật với album tổng hợp mang tên #Twice phát hành vào ngày 28 tháng 6 năm 2017. Ngày 15 tháng 5, Twice phát hành EP thứ tư Signal với ca khúc chủ đề cùng tên do Park Jin-young sản xuất. Điều này đánh dấu sự hợp tác đầu tiên của nhóm với Park Jin-young. EP bao gồm 6 ca khúc, trong đó "Eye Eye Eyes" được thành viên Jihyo và Chaeyoung đồng viết lời, và "Only You" do cựu thành viên Ha:tfelt của Wonder Girls sáng tác.

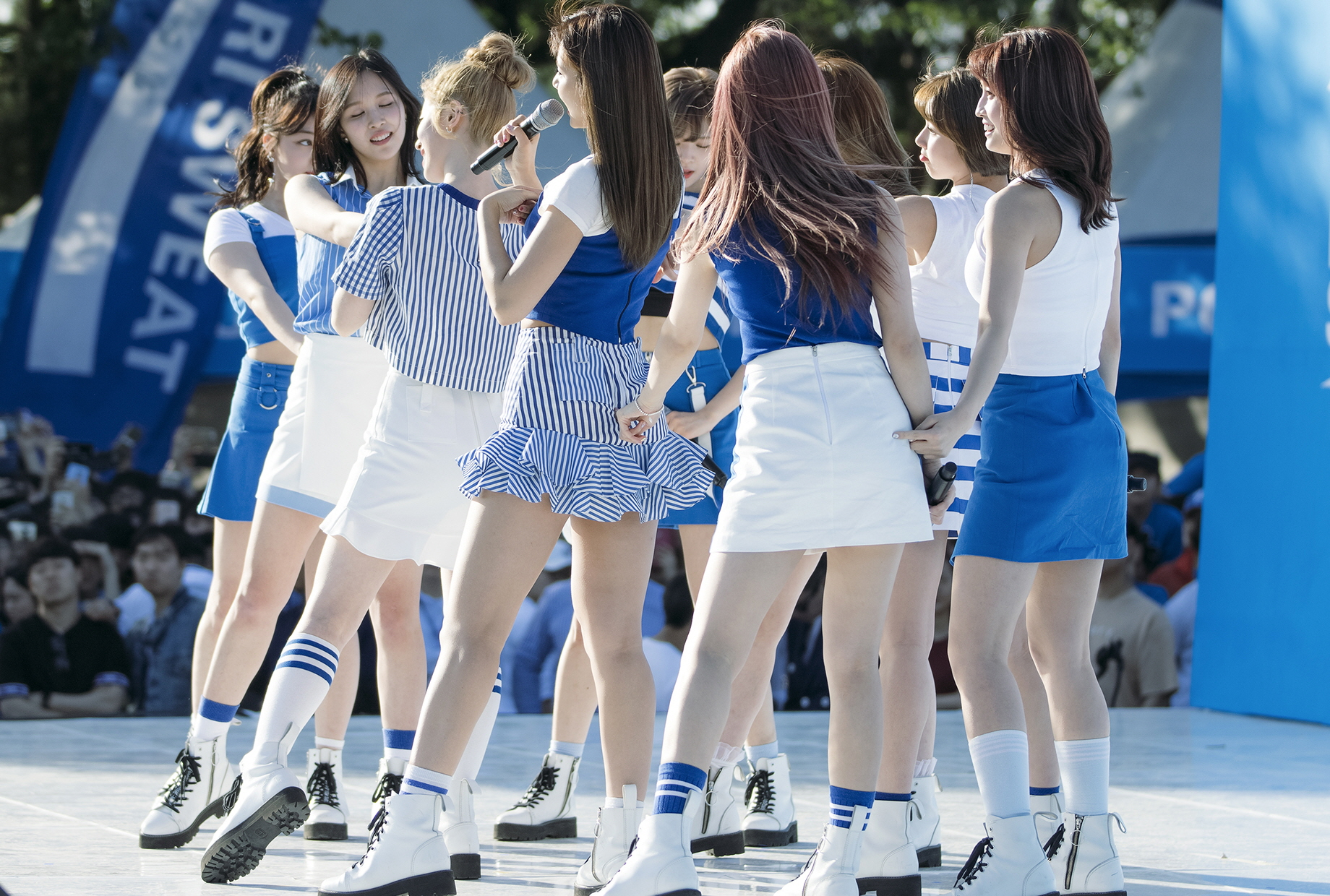
Twice biểu diễn vào năm 2017.

Ngày 14 tháng 6, Twice phát hành bản nhạc số "Signal (Japanese ver.)" cùng với video âm nhạc phiên bản ngắn, được xem là bản preview để đếm ngược đến thời điểm phát hành album tiếng Nhật đầu tay của họ. Một tuần sau, nhóm phát hành video âm nhạc đầy đủ của "TT" phiên bản tiếng Nhật. Nhóm chính thức ra mắt tại Nhật Bản với việc phát hành #Twice vào ngày 28 tháng 6. Nó có 10 bài hát, bao gồm cả phiên bản tiếng Hàn và tiếng Nhật của năm đĩa đơn đầu tiên của nhóm. Vào ngày 2 tháng 7, Twice đã tổ chức showcase ra mắt mang tên "Touchdown in Japan" tại Tokyo Metropolitan Gymnasium với sự tham dự của tổng cộng 15.000 người. #Twice ra mắt ở vị trí thứ 2 trên Oricon Albums Chart với 136.157 bản được bán trong vòng bảy ngày kể từ khi phát hành. Ngày 18 tháng 10, nhóm phát hành đĩa đơn tiếng Nhật đầu tiên "One More Time". Đĩa đơn đạt được doanh số bán hàng lớn nhất trong ngày đầu tiên và là đĩa đơn bán chạy nhất của bất kỳ nhóm nhạc nữ Hàn Quốc tại Nhật Bản nào tính đến thời điểm đó. Cả #Twice và "One More Time" đều được chứng nhận Bạch kim của Hiệp hội Công nghiệp Ghi âm Nhật Bản (RIAJ). Đĩa đơn "TT (Japanese ver.)" nằm trong album tổng hợp #Twice cũng đã được RIAJ trao chứng nhận vàng đĩa đơn kỹ thuật số khi nhận được 100.000 bản tải về. Sau đó, cả #Twice và "TT (Japanese ver.)" đều thắng giải Album của năm và Bài hát thuộc khu vực châu Á của năm tính theo lượt tải về tại lễ trao giải Japan Gold Disc Award lần thứ 32.

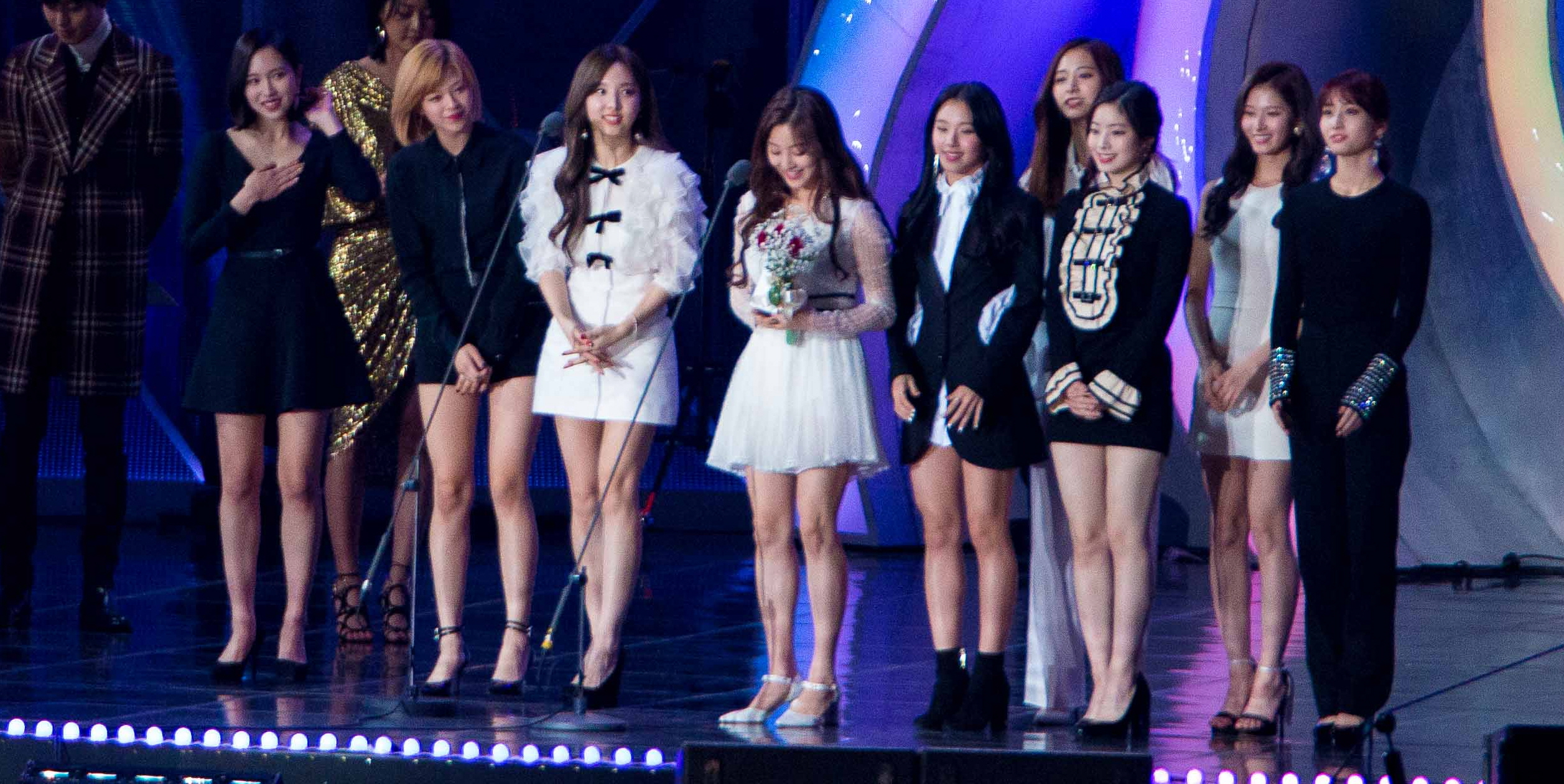
Twice tại MelOn Music Awards vào ngày 2 tháng 12 năm 2017.

Vào ngày 30 tháng 10, Twice phát hành album phòng thu tiếng Hàn đầu tiên của nhóm, Twicetagram với ca khúc chủ đề "Likey". Video âm nhạc đã được quay ở Canada vào đầu tháng 9. "Likey" được sáng tác bởi Black Eyed Pilseung và Jeon Gun. Đây là lần hợp tác thứ tư của nhóm với Black Eyed Pilseung. Tham gia sáng tác vào album này còn bao gồm các thành viên Hàn Quốc của Twice với vai trò phổ lời và cựu thành viên Hyerim của Wonder Girls, là người đồng sáng tác ca khúc thứ tám "Look at Me". Album và bài hát chủ đề này lần lượt đứng đầu hai bảng xếp hạng của Billboard World Albums và World Digital Song Sales, là vị trí quán quân đầu tiên của nhóm, đưa Twice trở thành nữ nghệ sĩ K-pop đầu tiên dẫn đầu cả hai bảng xếp hạng này. Nhóm cũng xuất hiện trong bảng xếp hạng Heatseekers Albums với album ra mắt ở vị trí thứ 10, cao hơn một bậc so với thứ hạng cao nhất của Signal ở vị trí thứ 11. Ngày 11 tháng 12, album tái phát hành của Twicetagram phiên bản Giáng sinh mang tên Merry & Happy với ca khúc chủ đề "Heart Shaker" được phát hành.
Ngày 16 tháng 11, một thông báo chính thức được công bố qua cuộc họp báo ở Tokyo rằng nhóm sẽ tham dự chương trình Kōhaku Uta Gassen lần thứ 68, một lễ hội âm nhạc cuối năm có tỉ suất xem cao tại Nhật do NHK tổ chức. Lễ hội diễn ra trực tiếp tại NHK Hall ngày 31 tháng 12, với màn trình diễn "TT (Japanese ver.)" của Twice. Twice là nghệ sĩ Hàn Quốc đầu tiên tham gia sự kiện này trong sáu năm qua và là nhóm nhạc K-pop thứ tư sau TVXQ, Kara và Girls' Generation.

### 2018–2019: Duy trì độ nổi tiếng và các chuyến lưu diễn
Đĩa đơn tiếng Nhật thứ hai của Twice "Candy Pop" được phát hành trước vào ngày 12 tháng 1 năm 2018 và CD đĩa đơn được ra mắt vào ngày 7 tháng 2. Nhóm cũng đã tổ chức chuyến lưu diễn đầu tiên của họ tại Nhật Bản mang tên Twice Showcase Live Tour 2018 "Candy Pop", bắt đầu từ ngày 19 tháng 1 tại tỉnh Aichi. Ngày 9 tháng 4, Twice phát hành EP thứ 5 mang tựa đề What Is Love? cùng với ca khúc chủ đề cùng tên được sáng tác bởi Park Jin Young. Album bán ra 335.235 bản trong tháng đầu tiên phát hành và giúp Twice trở thành nghệ sĩ nữ đầu tiên đồng thời là nghệ sĩ thứ năm đạt được chứng nhận Bạch kim của Hiệp hội Công nghiệp Nội dung Âm nhạc Hàn Quốc (KMCA) khi bán ra được hơn 250.000 bản. Ngày 16 tháng 5, nhóm phát hành đĩa đơn tiếng Nhật thứ ba mang tên "Wake Me Up" và đạt được chứng nhận bạch kim kép của RIAJ. Chuyến lưu diễn thứ hai của nhóm: Twiceland Zone 2 – Fantasy Park đã bắt đầu khởi động tại Seoul vào ba ngày từ ngày 18 đến ngày 20 tháng 5 thu hút hơn 90.000 người hâm mộ ở 6 thành phố khắp châu Á.
Twice đã tái hiện lại bản cover "I Want You Back" của The Jackson 5 làm nhạc phim chính cho bộ phim Nhật Bản Sensei Kunshu. Ngày 15 tháng 6, bài hát được phát hành dưới dạng đĩa đơn kĩ thuật số cùng với video âm nhạc. Ngày 26 tháng 6, phiên bản video âm nhạc khác có sự kết hợp với dàn diễn viên bộ phim được phát hành. Vào tháng 7, album tái phát hành của What Is Love? mang tên Summer Nights được phát hành cùng với ca khúc chủ đề "Dance the Night Away" do Wheesung viết lời. Đĩa đơn cũng đạt được hơn 100 triệu lượt nghe trực tuyến và 2.500.000 lượt tải về trên Bảng xếp hạng Âm nhạc Gaon, mang về cho nhóm hai chứng nhận Bạch kim lần lượt dựa trên lượng người nghe trực tuyến và lượt tải về, giúp Twice trở thành nghệ sĩ thứ hai đạt được các chứng nhận Bạch kim của KMCA tính theo lượng nghe trực tuyến, lượt tải về và doanh số album kể từ khi hệ thống chứng nhận đi vào hoạt động từ tháng 4 năm 2018.
Vào ngày 12 tháng 9, Twice phát hành album phòng thu tiếng Nhật đầu tiên BDZ. Đĩa đơn cùng tên đã được phát hành trước dưới dạng đĩa đơn kỹ thuật số vào ngày 17 tháng 8. Theo sau đó là chuyến lưu diễn của nhóm mang tên Twice 1st Arena Tour 2018 "BDZ", bắt đầu tại Chiba vào ngày 29 tháng 9. Album đã nhận chứng nhận bạch kim RIAJ, là chứng nhận bạch kim thứ năm liên tiếp của nhóm tại Nhật Bản. Ngày 5 tháng 11, Twice trở lại với EP thứ 6 Yes or Yes cùng với ca khúc chủ đề cùng tên. Video âm nhạc của ca khúc chủ đề thu được 31,4 triệu lượt xem trên YouTube trong ngày đầu ra mắt, trở thành video âm nhạc có lượt xem trong ngày đầu cao thứ bảy trên nền tảng này tính tại thời điểm đó.
Twice phát hành album đặc biệt mang tên The Year of "Yes" vào ngày 12 tháng 12 năm 2018, cùng với đĩa đơn dẫn đường "The Best Thing I Ever Did". Đây là phiên bản album tái phát hành của Yes or Yes. Nhóm cũng ra mắt album tái phát hành BDZ với một ca khúc bổ sung có tựa đề "Stay by My Side", là bài hát chủ đề của loạt phim truyền hình Nhật Bản Shinya no Dame Koi Zukan vào ngày 26 tháng 12. "Stay by My Side" được phát hành dưới định dạng đĩa đơn kỹ thuật số trước đó vào ngày 22 tháng 10 kèm với một video âm nhạc quay lại cảnh các thành viên đang thu âm cho bài hát. Ngày 6 tháng 3 năm 2019, nhóm phát hành album tổng hợp tiếng Nhật thứ hai #Twice2.
Twice trở thành nghệ sĩ K-pop đầu tiên trong lịch sử tổ chức Dome tour (chuyến lưu diễn tại các sân vận động có mái vòm lớn) tại Nhật Bản với chuyến lưu diễn Twice Dome Tour 2019 "#Dreamday". Chuyến lưu diễn thu về 220.000 lượt người đến theo dõi với năm buổi trình diễn ở Osaka, Tokyo và Nagoya được tổ chức từ tháng 3 đến tháng 4 năm 2019. Tất cả 220.000 vé đã được bán hết chỉ sau khi phòng vé mở cửa một phút. Ngày 22 tháng 4, nhóm phát hành EP thứ bảy của họ Fancy You. Video âm nhạc của ca khúc chủ đề cùng tên đạt được 42,1 triệu lượt xem trên nền tảng YouTube chỉ trong vỏn vẹn một ngày, đứng ở vị trí thứ bảy trong số các video âm nhạc có lượt xem cao nhất trong ngày đầu ra mắt. Với việc phát hành Fancy You, Twice đã trở thành nhóm nhạc nữ Hàn Quốc tẩu tán được nhiều album nhất mọi thời đại khi bán ra tổng cộng 3.750.000 bản với 12 album phát hành tại quê nhà, vượt qua kỉ lục đã tồn tại suốt 20 năm của nhóm nhạc nữ S.E.S. Twice cũng đã bán ra xấp xỉ 6 triệu bản album trên toàn cầu.
Ngày 12 tháng 6 năm 2019, Twice phát hành hai đĩa đơn tiếng Nhật "Happy Happy" và "Breakthrough" mang các sắc thái âm nhạc khác nhau ở định dạng kỹ thuật số. Ngày 17 tháng 7, JYP Entertainment thông báo mở thêm các buổi lưu diễn tại Nhật Bản sau khi các buổi hòa nhạc thuộc khuôn khổ chuyến lưu diễn Twicelights Tour đã thu hút được mười nghìn người hâm mộ tham gia tại thị trường Bắc Mỹ và Đông Nam Á. Nhóm sẽ mở thêm mười hai buổi lưu diễn trải dài trên bảy thành phố ở Nhật Bản bắt đầu từ tháng 10 năm 2019 đến tháng 2 năm 2020. Cùng ngày, định dạng đĩa cứng của "Happy Happy" được nhóm phát hành và "Breakthrough" cũng được phát hành một tuần sau đó. Cả hai đĩa đơn đều giành được chứng nhận Bạch kim của RIAJ.
Ngày 23 tháng 9 năm 2019, Twice phát hành EP thứ tám Feel Special cùng với video âm nhạc cho đĩa đơn mở đường cùng tên do Park Jin-young sáng tác. Đĩa đơn này đã giúp nhóm có được vị trí quán quân thứ hai trên bảng xếp hạng Billboard World Digital Song Sales sau thành tích từng đạt được trước đó với "Likey". "Feel Special" cũng giúp mở rộng sự tiếp cận của nhóm đối với thị trường Bắc Mỹ khi ra mắt tuần đầu ở vị trí thứ 82 trên Canadian Hot 100 — và là đĩa đơn đầu tiên của nhóm lọt vào bảng xếp hạng này, giúp Twice trở thành nhóm nhạc nữ K-pop thứ ba và là nghệ sĩ K-pop thứ 9 gia nhập vào bảng xếp hạng. Ngày 30 tháng 9 năm 2019, Twice phá kỉ lục doanh số bán ra trong tuần đầu của nhóm với Feel Special, với doanh số cao nhất trước đó thuộc về Fancy You. Twice công bố phát hành album phòng thu tiếng Nhật thứ hai &Twice vào ngày 20 tháng 11 năm 2019. Đĩa đơn dẫn đường cho album "Fake & True" được phát hành trước dưới dạng kỹ thuật số vào ngày 18 tháng 10 năm 2019.
Chỉ tính trong năm 2019, Twice đã đạt doanh số bán ra hơn một triệu bản trên bảng xếp hạng Gaon, đồng thời giữ vững thành tích này trong ba năm liên tiếp. Tại Nhật Bản, Twice đã vượt mốc doanh thu kỷ lục 5 tỷ yên trong năm 2019. Nhóm cũng là nghệ sĩ nước ngoài bán chạy nhất và xếp thứ tư chung cuộc hạng mục "Nghệ sĩ bán chạy" (Artist Sales) dựa theo Bảng xếp hạng hằng năm của Oricon lần thứ 52. Theo Billboard Japan, Twice xếp vị trí thứ năm hạng mục "Nghệ sĩ xuất sắc" (Top Artist) trên bảng xếp hạng cuối năm 2019. Nhóm đã đạt thứ hạng này trong ba năm liên tiếp. Twice cũng là nghệ sĩ có lượng nghe trực tuyến trên Spotify nhiều thứ năm tại quốc gia này.

### 2020: Quảng bá tại Hoa Kỳ, Twice:Seize the Light,More & MorevàEyes Wide Open
Vào tháng 3 năm 2020, nhóm tiếp tục thực hiện chuyến lưu diễn vòng quanh thế giới "Twicelights" tại Tokyo Dome. Buổi biểu diễn khép lại do chuyến lưu diễn mang tên World Tour Twicelights Finale ban đầu được dự định tổ chức tại Seoul vào ngày 7 và 8 tháng 3 năm 2020 tại KSPO Dome, nhưng sau đó đã bị hủy do đại dịch COVID-19. Vào ngày 24 tháng 2, có thông báo rằng nhóm đã ký hợp đồng với Republic Records nhằm quảng bá tại Hoa Kỳ, là một phần trong mối quan hệ đối tác của JYP Entertainment với hãng đĩa này.
Trong cùng tháng, loạt phim tài liệu Twice: Seize the Light được công chiếu lần đầu tiên vào ngày 29 tháng 4 thông qua YouTube Originals, gồm chín tập theo chân các thành viên trong nhóm trong suốt quá trình thực hiện chuyến lưu diễn vòng quanh thế giới đầu tiên "Twicelights". Vào ngày 20 tháng 4, có thông tin rằng nhóm đang chuẩn bị phát hành một album tiếng Hàn vào tháng 6. Mini album tiếng Hàn thứ 9 của nhóm More & More được phát hành vào ngày 1 tháng 6 với đĩa đơn cùng tên. Album được Gaon ghi nhận đã bán ra 550.000 bản, là album bán chạy nhất của Twice cho đến hiện tại mà đồng thời cũng là album nhóm nhạc nữ bán chạy nhất ở Hàn Quốc trong 20 năm qua. Album đạt vị trí 200 trên bảng xếp hạng Billboard 200 trong tuần đầu ra mắt, đưa Twice trở thành nhóm nhạc nữ Hàn Quốc thứ tư lọt vào bảng xếp hạng sau Girls' Generation, 2NE1 và Blackpink. Nhóm cũng lần đầu gia nhập bảng xếp hạng Billboard Artist 100 khi ra mắt tại vị trí 96.
Vào ngày 9 tháng 8, Twice đã tổ chức buổi hòa nhạc trực tuyến đầu tiên mang tên "TWICE: World In A Day" nhằm thay thế "Twicelights World Tour Finale" đã bị hủy bỏ vào đầu năm. Nhóm đã làm việc với nền tảng Beyond LIVE do SM Entertainment và Naver phát triển cho buổi hòa nhạc, trở thành nghệ sĩ đầu tiên ngoài SM Entertainment tổ chức một buổi hòa nhạc trực tuyến bằng nền tảng này.
Có thông tin cho rằng vào cuối tháng 9 nhóm sẽ chuẩn bị ra mắt một album phòng thu mới, nhóm đã phát hành album phòng thu tiếng Hàn thứ hai, Eyes Wide Open, vào ngày 26 tháng 10 với đĩa đơn chủ đạo mang tên "I Can't Stop Me". Hai tháng sau khi phát hành Eyes Wide Open, album đã ra mắt ở vị trí thứ 72 trên Billboard 200 của Mỹ, đánh dấu vị trí cao nhất của nhóm trên bảng xếp hạng vượt qua More & More, đồng thời đưa Twice trở thành nhóm nhạc nữ K-pop thứ ba lọt vào top 100 của bảng xếp hạng này, sau 2NE1 và Blackpink.
Sau đó, Twice hợp tác với nhóm nhạc nữ ảo K/DA, các thành viên Nayeon, Sana, Jihyo và Chaeyoung sẽ góp mặt trong bài hát "I'll Show You" như một phần của EP đầu tiên của K/DA All Out được phát hành vào ngày 6 tháng 11. Cả bốn thành viên của nhóm cũng đã biểu diễn bài hát này cùng với ca sĩ kiêm nhạc sĩ người Mỹ Bekuh Boom và Annika Wells.
Sau đó, Twice đã phát hành đĩa đơn tiếng Nhật thứ bảy của họ có tựa đề "Better" vào ngày 11 tháng 11 ở định dạng tải xuống và phát trực tuyến kỹ thuật số, trong đó có "Scorpion" với tư cách là B-side, sau đó được phát hành vật lý vào ngày 18 tháng 11. Đĩa đơn ra mắt ở vị trí thứ 3 trên Billboard Japan Hot 100 với doanh số 93.548 bản từ ngày 16 đến 22 tháng 11. Sau đó, nhóm đã có màn ra mắt trên truyền hình Hoa Kỳ với sự xuất hiện của họ trên loạt chương trình "#PlayAtHome" của The Late Show With Stephen Colbert vào ngày 30 tháng 11, biểu diễn ca khúc "I Can't Stop Me".
Vào ngày 1 tháng 12, có thông tin cho rằng Twice đã đạt doanh số bán đĩa tổng cộng hơn 5,81 triệu album trên Gaon. Tính đến doanh số bán hàng của nhóm tại Nhật Bản, Twice đã vượt quá 10 triệu bản album được bán ở cả hai quốc gia. Trong lần xuất hiện tại lễ trao giải Mnet Asian Music Awards 2020 vào ngày 6 tháng 12, Twice đã bất ngờ trình diễn ca khúc chưa phát hành mang tên "Cry For Me", được nhóm mô tả như một món quà dành cho người hâm mộ, bài hát chính thức được phát hành dưới dạng đĩa đơn kỹ thuật số vào ngày 18 tháng 12. Bài hát đã đứng đầu bảng xếp hạng Billboard World Digital Song Sales Chart vào ngày 2 tháng 1 năm 2021, và cũng trở thành bài hát thứ ba của nhóm có mặt trên Billboard Global Excluding US Chart khi ra mắt ở vị trí thứ 122.

### 2021–nay: Các hoạt động hiện tại và mở rộng ra thị trường quốc tế

Twice trong một cuộc phỏng vấn với Wired vào tháng 6 năm 2021.

Vào ngày 28 tháng 1, Twice góp mặt trong chuỗi sự kiện Time 100 Talks do tạp chí Time tổ chức thông qua hình thức phát sóng trực tiếp, tại đây nhóm đã có buổi biểu diễn đặc biệt ca khúc "Depend On You" nằm trong album Eyes Wide Open.
Vào ngày 6 tháng 3, nhóm đã tổ chức buổi hòa nhạc trực tuyến thứ hai mang tên "Twice in Wonderland", được công bố lần đầu tiên vào ngày 14 tháng 1. Buổi hòa nhạc có sự hợp tác với NTT Docomo và được phát sóng bằng nhiều công nghệ khác nhau bao gồm AR (thực tế tăng cường) và MR (thực tế hỗn hợp). Vào cuối buổi hòa nhạc trực tuyến, Twice đã thông báo về việc phát hành đĩa đơn tiếng Nhật sắp tới "Kura Kura" vào ngày 12 tháng 5. "Kura Kura" đã được phát hành trước trên các nền tảng phát nhạc trực tuyến vào ngày 20 tháng 4. Video âm nhạc của nó cũng được phát hành cùng ngày.
Vào ngày 19 tháng 4, JYP Entertainment đã thông báo về mini-album sắp tới của nhóm dự kiến phát hành vào tháng 6 năm 2021. Vào ngày 28 tháng 4, Twice xuất hiện trên The Kelly Clarkson Show với màn trình diễn đĩa đơn "Cry For Me" của họ. EP tiếng Hàn thứ mười của nhóm, Taste of Love, phát hành vào ngày 11 tháng 6. "Alcohol-Free", đĩa đơn chủ đạo của EP, đã được phát hành trước vào ngày 9 tháng 6, cùng với video âm nhạc của nó. Sau khi phát hành video âm nhạc, tổng số lượt xem trên YouTube đã vượt mốc 20 triệu chỉ sau 24 giờ đầu tiên. Trong tuần cuối cùng vào ngày 17 tháng 6, Taste of Love ra mắt ở vị trí thứ 6 trên Billboard 200, trở thành album đầu tiên của Twice lọt vào top 10 tại Hoa Kỳ với 46.000 đơn vị tương đương. Trong số đó, EP đã bán được 43.000 bản vật lý, trở thành album bán chạy nhất tuần ở Mỹ. Với thành tích này, Twice trở thành nghệ sĩ nữ Hàn Quốc đầu tiên có EP lọt vào top 10 của Billboard 200 và là nghệ sĩ nữ Hàn Quốc thứ hai có album lọt vào top 10 của bảng xếp hạng này.
Album phòng thu tiếng Nhật thứ ba của nhóm, Perfect World, phát hành vào ngày 28 tháng 7. Nó bao gồm 10 bài hát, bao gồm đĩa đơn chủ đạo "Perfect World" và ba đĩa đơn trước đó, "Fanfare", "Better" và "Kura Kura".

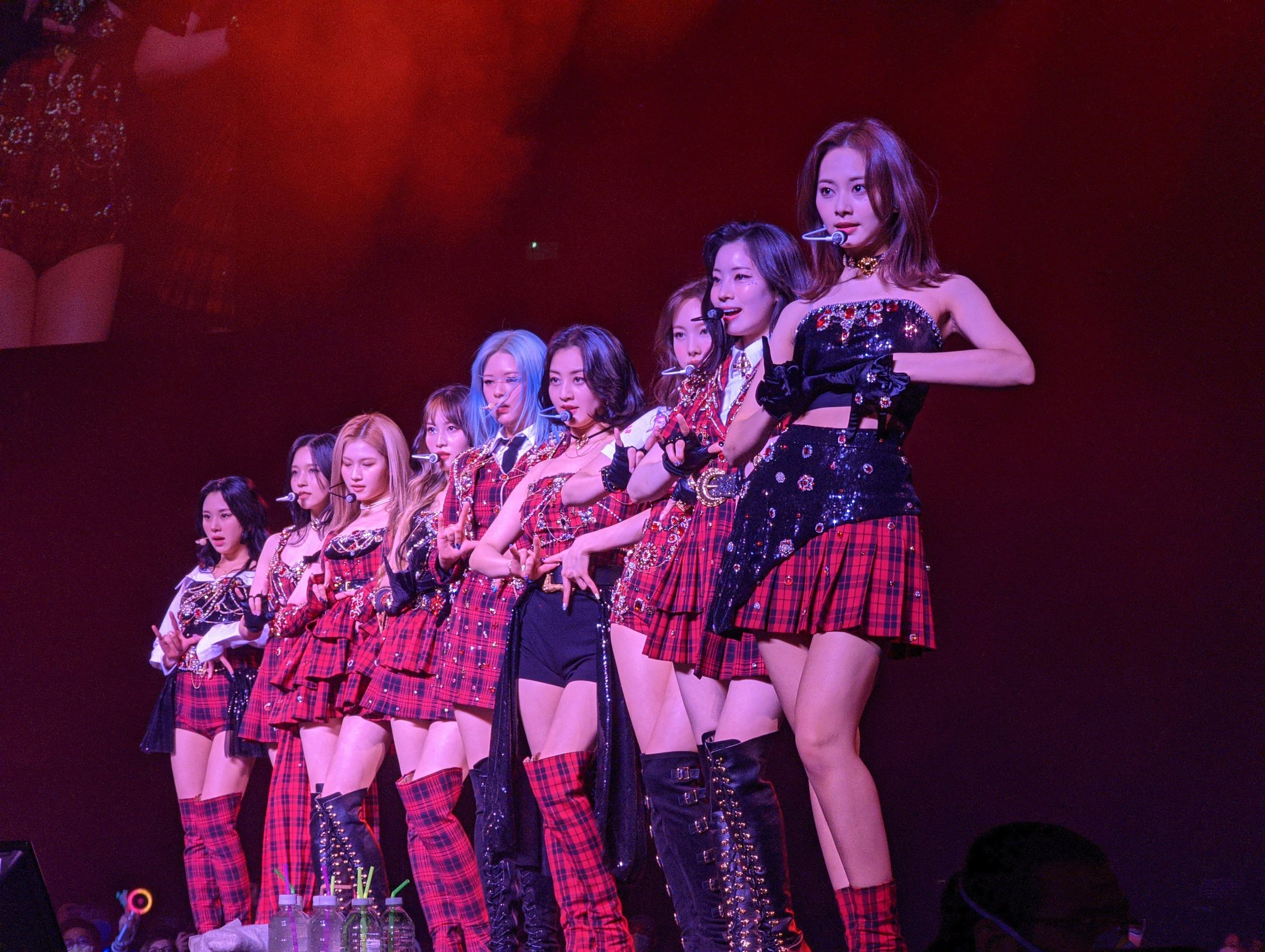
Twice biểu diễn tại The Forum ở Inglewood, California vào ngày 15 tháng 2 năm 2022.

Nhóm đã phát hành đĩa đơn tiếng Anh đầu tiên của họ, "The Feels", vào ngày 1 tháng 10. Ở cuối video âm nhạc cho đĩa đơn, cũng được phát hành vào ngày 1 tháng 10, album phòng thu tiếng Hàn thứ ba (tổng thể thứ sáu) và chuyến lưu diễn vòng quanh thế giới thứ tư của họ đã được hé lộ. Vào ngày 11 tháng 10, "The Feels" ra mắt ở vị trí thứ 83 trên Billboard Hot 100, đánh dấu sự xuất hiện đầu tiên của nhóm trên bảng xếp hạng này. Bài hát còn lọt vào UK Singles Chart, nơi nó đạt vị trí thứ 80. Album phòng thu tiếng Hàn thứ ba của nhóm, Formula of Love: O+T=<3, phát hành vào ngày 12 tháng 11 với ca khúc chủ đề, "Scientist". Album đạt vị trí thứ 3 trên Billboard 200, phá vỡ kỷ lục trước đó của Taste of Love.
Vào ngày 15 tháng 11, nhóm đã công bố năm buổi diễn đầu tiên ở Bắc Mỹ trong chuyến lưu diễn vòng quanh thế giới thứ tư của họ, "III". Họ bắt đầu chuyến lưu diễn với một buổi hòa nhạc kéo dài hai ngày tại Seoul vào ngày 25–26 tháng 12. Vào ngày 3 tháng 12, Twice đã phát hành trước đĩa đơn tiếng Nhật thứ chín của họ, "Doughnut", cùng với một video âm nhạc đi kèm. Nó được phát hành vào ngày 15 tháng 12 tại Nhật Bản. Với việc hoàn thành bảy đêm diễn tại Hoa Kỳ trong chuyến lưu diễn “III” kết thúc vào ngày 27 tháng 2 năm 2022, Twice đã trở thành nghệ sĩ nữ K-pop đầu tiên tổ chức hai arena tour (biểu diễn tại nhà thi đấu lớn) riêng biệt ở thị trường âm nhạc lớn nhất thế giới, thu hút số lượng khán giả khoảng 100.000 người. Ban đầu, chỉ có một buổi diễn ở LA và NY được công bố, nhưng buổi biểu diễn thứ hai đã nhanh chóng được mở thêm ở cả hai nơi này do nhu cầu cao sau khi cháy vé. Sau thành công của tour diễn tại Mỹ, Twice đã công bố một buổi hòa nhạc encore tại Sân vận động Banc of California ở Los Angeles, đưa họ trở thành nhóm nhạc nữ K-pop đầu tiên có một buổi hòa nhạc tại sân vận động ở Hoa Kỳ. Ban đầu nhóm thông báo chỉ có một đêm diễn duy nhất vào ngày 14 tháng 5, họ đã quyết định tổ chức thêm một buổi diễn nữa vào ngày 15 tháng 5 do nhu cầu cao. Ngoài ra, nhóm dự kiến tổ chức buổi hòa nhạc tại Tokyo Dome ở Nhật Bản trong hai ngày 23 và 24 tháng 4, nhưng do vé đã được bán hết trong thời gian ngắn nên họ đã bổ sung thêm một suất diễn vào ngày 25. Với ba buổi diễn cháy vé tại Tokyo Dome, Twice trở thành nhóm nhạc nữ K-pop đầu tiên và là nhóm nhạc nữ thứ hai (sau AKB48) tổ chức một buổi hòa nhạc kéo dài ba ngày tại địa điểm nói trên.
Vào ngày 12 tháng 7 năm 2022, đại diện của JYP Entertainment cho biết tất cả 9 thành viên đã gia hạn hợp đồng với công ty quản lý. Sau đó một ngày, nhóm thông báo sẽ quay trở lại ngay trong tháng 8 với mini album thứ 11 mang tên BETWEEN 1&2 vào ngày 26 tháng 8. Vào ngày 21 tháng 12, có thông báo rằng Twice sẽ phát hành đĩa đơn tiếng Anh mở đường "Moonlight Sunrise" vào ngày 20 tháng 1 năm 2023, và EP tiếng Hàn thứ mười hai của họ, Ready to Be vào ngày 10 tháng 3 năm 2023.
Ngày 26 tháng 7 năm 2023, JYP Entertainment cho ra mắt nhóm nhạc nhỏ (sub-unit) của TWICE là MiSaMo, gồm 3 thành viên người Nhật: Mina, Sana và Momo cùng với mini album đầu tay của nhóm, Masterpiece.

## Phong cách nghệ thuật
Twice gây chú ý nhờ việc theo đuổi hình tượng "dễ thương", bên cạnh dòng nhạc bubblegum pop nổi bật của nhóm, được coi là sự phá bỏ phong cách âm nhạc cổ điển thường thấy ở các nhóm nhạc nữ tiền bối cùng công ty như Wonder Girls hay Miss A. Nhóm đã phát triển một phong cách âm nhạc "color pop" đặc trưng với sự kết hợp giữa rock, R&B và hip hop cùng những đoạn hook bắt tai trong các sản phẩm âm nhạc của họ. Nền tảng âm nhạc "vui vẻ" được thể hiện cùng với phong cách thời trang đầy màu sắc của các thành viên và việc nhấn mạnh vào hình ảnh trẻ trung của nhóm, Twice đã chuyển đổi sang phong cách trưởng thành hơn khi phát hành "Fancy" và "Breakthrough" chứng kiến nhóm thực hiện vũ đạo gợi cảm và sử dụng âm nhạc electropop mạnh mẽ hơn so với trước. Kể từ đó, họ đã thử nghiệm các yếu tố EDM, synth-pop và retro soul trong EP thứ tám Feel Special; tropical house, latin pop và new jack swing trong EP thành công nhất More & More; retro-synth, dance-pop, city pop và R&B đương đại trong album phòng thu tiếng Hàn thứ hai Eyes Wide Open.
Nhóm còn được biết đến với việc kết hợp văn hóa trực tuyến hiện đại vào các ca khúc và video âm nhạc của họ. Ví dụ, đĩa đơn năm 2016 "TT" đặt theo tên biểu tượng cảm xúc đang khóc được mô phỏng trong vũ đạo điểm nhấn của nhóm, trong khi ca khúc năm 2017 "Likey" ám chỉ văn hóa Instagram và những cuộc đấu tranh để duy trì một bức ảnh đẹp trên mạng xã hội. Trong video âm nhạc cho đĩa đơn năm 2018 "What Is Love?", nhóm đã tham khảo một số bộ phim bao gồm The Princess Diaries, Ghost, La Boum, Pulp Fiction, Romeo + Juliet, Love Letter, La La Land và Leon: The Professional.

## Hình ảnh công chúng và đón nhận
Với mức độ nổi tiếng trong công chúng và cộng đồng người hâm mộ lớn, Twice có nhiều ca khúc hit liên tiếp. Chính vì những thành công trên, Twice được gán với những tên gọi như "Nhóm nhạc nữ xu hướng hàng đầu". Nhóm cũng nhận được nhiều lời ca ngợi vì khả năng làm việc theo nhóm của họ cùng với vẻ thu hút độc đáo và riêng biệt của các thành viên. Nghệ sĩ nam giới thường chiếm ưu thế về doanh số bán đĩa do cộng đồng người hâm mộ rất lớn, nhưng Twice đã vượt qua ranh giới giới tính và tuổi nghề khi EP thứ hai của họ trở thành album bán chạy nhất của một nhóm nhạc nữ K-pop và là album bán chạy thứ năm trong năm 2016. Twice đứng đầu danh sách video âm nhạc phổ biến nhất trên YouTube Hàn Quốc trong hai năm liên tiếp với "Cheer Up" (2016) và "Knock Knock" (2017).
Twice xếp thứ hai trong top 10 nghệ sĩ của cuộc khảo sát Gallup Hàn Quốc trong hai năm liên tiếp. Năm 2016, Twice được nhắc đến trong danh sách "Những người có sức ảnh hưởng lớn đến giới trẻ năm 2016" của tạp chí Variety, danh sách hàng năm này thường gồm những diễn viên, nhà sáng tạo nội dung kĩ thuật số, nhạc sĩ và các nghệ sĩ trẻ khác, những người đã có ảnh hưởng đến showbiz trong năm vừa qua. Nhóm đứng ở vị trí 54, cũng là nhóm nhạc K-pop duy nhất trong danh sách. Năm 2017, Twice góp mặt trong Forbes Korea Power Celebrity, đứng thứ ba chung cuộc và đứng ở vị trí dẫn đầu trong số các nghệ sĩ thu âm. Họ cũng xuất hiện ở vị trí thứ 18 và là nghệ sĩ châu Á duy nhất trong bảng xếp hạng 21 Under 21 2017: Music's Next Generation của Billboard, là bảng xếp hạng hàng năm chỉ ra một số giọng hát trẻ nội lực nhất trên thế giới qua các thể loại âm nhạc khác nhau, có tính đến sự nổi tiếng, sự sáng tạo và ảnh hưởng của truyền thông xã hội.
Trong cuộc bầu cử Tổng thống Hàn Quốc năm 2017, ứng cử viên và hiện là tổng thống Moon Jae-in từ đảng Dân chủ và ứng cử viên Yoo Seong-min từ đảng Bareun đã sử dụng bài "Cheer Up" của Twice với lời bài hát được sửa đổi cho phù hợp trong chiến dịch tranh cử của họ.
Tại Nhật Bản, bất chấp sự vắng bóng của làn sóng Hàn Quốc từ năm 2013, Twice ra mắt thành công vào tháng 6 năm 2017, bằng chứng là doanh số bán hàng rất lớn và đông đảo khán giả cho các sự kiện như KCON, showcase debut và Hi-Touch. Theo các chương trình và cuộc phỏng vấn địa phương, nhóm đã trở nên phổ biến ngay cả trước khi họ ra mắt chính thức, đặc biệt bởi sự có mặt của các thành viên Nhật Bản (Momo, Sana và Mina) như câu nói "các fan có thể liên hệ và cảm thấy gần gũi với họ". NHK News chỉ ra nét đặc trưng của nhóm, là cầu nối quan hệ giữa hai nước Nhật Bản và Hàn Quốc. Twice nhận được sự chú ý khi xuất hiện trên nhật báo lớn nhất nước Nhật, Yomiuri Shimbun, và được miêu tả là "nhân vật chủ chốt mới trong sự thống trị thị trường làn sóng Hàn Quốc tại Nhật", trong khi báo chí Hàn Quốc cũng nhận xét rằng nhóm "đang khơi dậy lại sức nóng của K-pop ở Nhật Bản". Vào tháng 11, Twice xếp vị trí thứ hai trên bảng xếp hạng Breakout Artists 2017 (Những nghệ sĩ đột phá) của Oricon. Họ cũng trở thành nữ nghệ sĩ nước ngoài đầu tiên đứng đầu cả ba mục xếp hạng dành cho tân binh trong bảng xếp hạng Oricon Ranking hàng năm lần thứ 50. Twice đạt được vị trí số 1 với tổng doanh số của một nghệ sĩ tân binh năm 2017, đạt 1,54 tỷ yen, cũng như những vị trí số 1 lần lượt trong số những album và đĩa đơn bán ra với #Twice và "One More Time".
Đồng thời có thông tin cho rằng Twice góp phần cho sự tăng trưởng cổ phần của JYP Entertainment khi cổ phần của JYP gấp 7 lần so với 3 năm trước. Tính từ khi nhóm ra mắt vào năm 2015, cổ phần đã có sự tăng trưởng từ 4,500 won lên 31,400 won vào năm 2018.

## Quảng bá

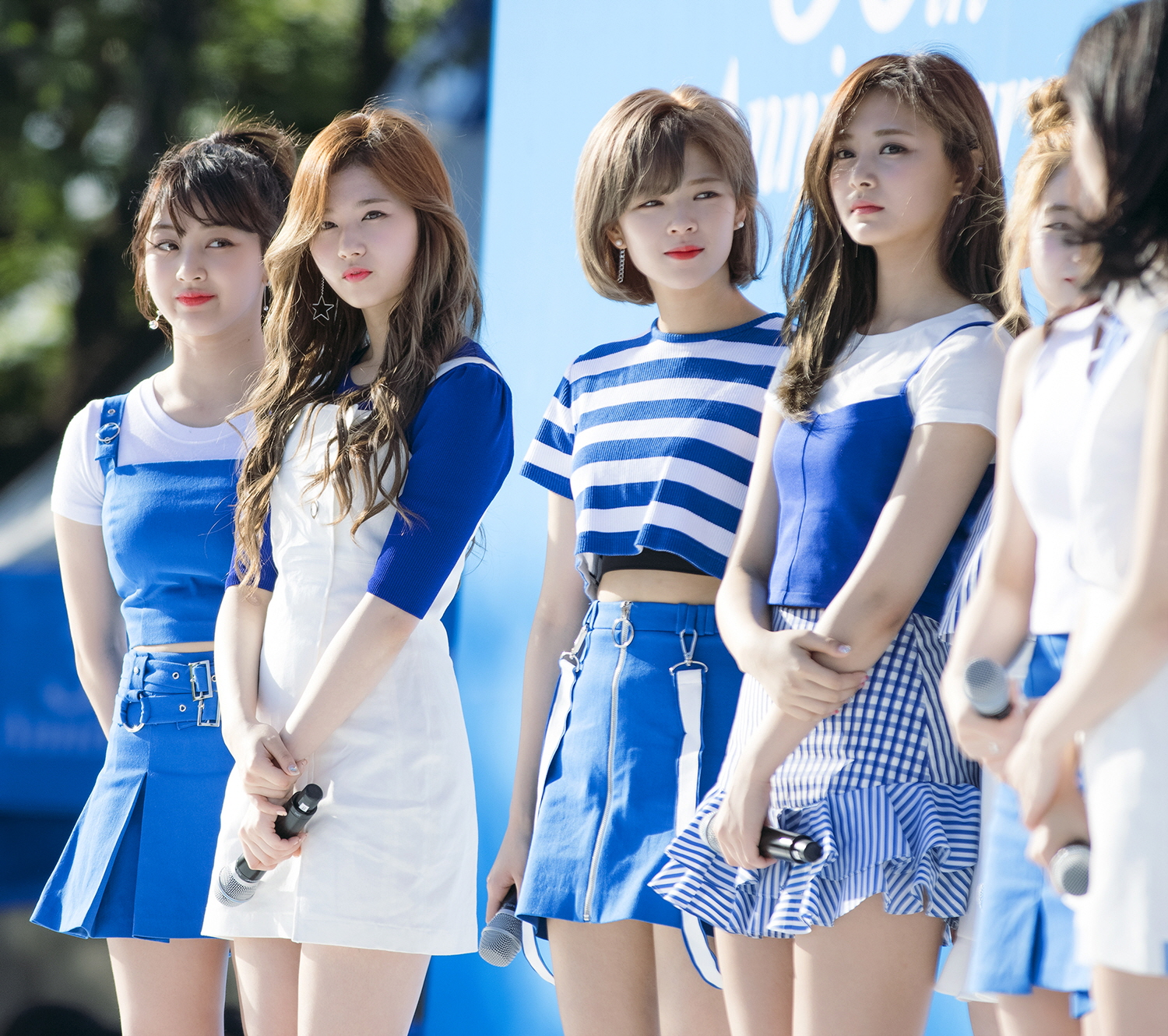
Twice trong một sự kiện của Pocari Sweat vào tháng 5 năm 2017.

Ngay trước khi Twice ra mắt chính thức, cả chín thành viên đều đã ký kết hợp đồng làm người mẫu độc quyền cho thương hiệu đồng phục trường học Skoolooks cùng với J. Y. Park. Đến tháng 12 năm 2015, Twice đã ký kết 10 hợp đồng CF với tổng thu nhập 1,8 tỷ KRW. Vào tháng 2 năm sau, họ là một trong những nhóm nhạc làm đại sứ thương hiệu có tỷ suất phát triển nhanh nhất trong ngành công nghiệp quảng cáo, đạt được 200 triệu won trong 6 tháng và 300 triệu won trong một năm.
Twice là một trong những người nổi tiếng đại diện cho Lotte Duty Free. Họ cũng hợp tác với công ty giày Spris và tạo ra thương hiệu giày của chính mình mang tên "Twice by Spris". Vào đầu năm 2017, Twice được hãng sản xuất nước giải khát Donga Otsuka lựa chọn để quảng bá cho sản phẩm đồ uống thể thao hàng đầu của hãng là Pocari Sweat nhân kỷ niệm 30 năm thành lập. Họ trở thành nhóm nhạc thần tượng đầu tiên làm gương mặt đại diện cho sản phẩm này. Pocari Sweat ghi nhận doanh thu 100 tỷ won trong nửa đầu năm này, tăng 10% so với năm 2016.
Tính đến năm 2017, Twice đã đại diện cho khoảng 30 thương hiệu khác nhau bao gồm mỹ phẩm, quần áo, trò chơi điện tử trực tuyến, điện thoại di động, thực phẩm và đồ uống, thẻ tín dụng, túi xách và nhiều mặt hàng khác. Quảng cáo thương mại trên truyền hình đầu tiên của Twice tại Nhật Bản là cho Ymobile đã được phát sóng trên toàn quốc từ ngày 2 tháng 2 năm 2018, quảng cáo có sự kết hợp giữa phần cải biên của ca khúc "Y.M.C.A." và kiểu tạo dáng "TT pose" của Twice. Năm 2019, Twice trở thành đại sứ thương hiệu Hàn Quốc cho Estée Lauder. Nhóm cũng trở thành "Global Benchsetters" cho hãng quần áo Bench của Philippine. Vào tháng 3 năm 2021, Kyungnam Pharmaceuticals thông báo rằng họ đã chọn Twice làm người đại diện cho nhãn hiệu vitamin hàng đầu Lemona. Cuối năm đó, Nintendo Hàn Quốc đã giới thiệu một đoạn video cho thấy Twice chơi tựa game Mitopia trên Nintendo Switch. Vào tháng 8 năm 2021, nhóm được chọn để biểu diễn trong chương trình truyền hình đặc biệt Ngày siêu mua sắm 9.9 của Shopee Philippines tổ chức vào ngày 9 tháng 9. Vào ngày 16 tháng 10 năm 2021, Scarlett Whitening, một thương hiệu làm đẹp nổi tiếng của Indonesia với các sản phẩm làm trắng da, đã giới thiệu Twice với tư cách là đại sứ thương hiệu của họ. Tuy nhiên, nó đã bị người hâm mộ chỉ trích, kêu gọi JYP Entertainment rút lại thỏa thuận này vì việc Twice quảng cáo cho một thương hiệu với các sản phẩm làm trắng da là "trái đạo đức", do "biết rằng họ có những người hâm mộ sở hữu nước da ngăm đen".

## Thành viên
- Chú thích: In đậm là trưởng nhóm.

| Nghệ danh | Nghệ danh | Nghệ danh  | Tên khai sinh   | Tên khai sinh   | Tên khai sinh                 | Tên khai sinh | Tên khai sinh | Vai trò                                   | Ngày sinh         | Nơi sinh                     | Quốc tịch | Màu đại diện |
| Latinh    | Hangul    | Kana       | Latinh          | Hangul          | Kana                          | Hanja         | Hán-Việt      | Vai trò                                   | Ngày sinh         | Nơi sinh                     | Quốc tịch | Màu đại diện |
| Nayeon    | 나연      | ナヨン     | Im Na-yeon      | 임나연          | イム・ナヨン                  | 林娜璉        | Lâm Na Liễn   | Lead Vocalist, Lead Dancer, Centre        | 22 tháng 9, 1995  | Gangdong-gu, Seoul, Hàn Quốc | Hàn Quốc  |              |
| Jeongyeon | 정연      | ジョンヨン | Yoo Jeong-yeon  | 유정연          | ユ・ジョンヨン                | 兪定延        | Du Định Duyên | Lead Vocalist                             | 1 tháng 11, 1996  | Suwon, Gyeonggi, Hàn Quốc    | Hàn Quốc  |              |
| Momo      | 모모      | もも       | Hirai Momo      | 히라이 모모     | ひらい もも                   | 平井桃        | Bình Tỉnh Đào | Main Dancer, Sub Rapper, Sub Vocalist     | 9 tháng 11, 1996  | Kyoto, Nhật Bản              | Nhật Bản  |              |
| Sana      | 사나      | さな       | Minatozaki Sana | 미나토자키 사나 | みなとざき さな               | 湊崎 紗夏     | Thấu Kì Sa Hạ | Sub Vocalist, Lead Dancer                 | 29 tháng 12, 1996 | Osaka, Nhật Bản              | Nhật Bản  |              |
| Jihyo     | 지효      | ジヒョ     | Park Ji-hyo     | 박지효          | パク・ジヒョ                  | 朴志效        | Phác Chí Hiếu | Main Vocalist, Dancer                     | 1 tháng 2, 1997   | Guri, Gyeonggi, Hàn Quốc     | Hàn Quốc  |              |
| Mina      | 미나      | みな       | Myoui Mina      | 묘이 미나       | みょうい みな / シャロン 妙い | 名井 南       | Danh Tỉnh Nam | Main Dancer, Sub Vocalist                 | 24 tháng 3, 1997  | San Antonio, Texas, Hoa Kỳ   | Nhật Bản  |              |
| Dahyun    | 다현      | ダヒョン   | Kim Da-hyun     | 김다현          | キム・ダヒョン                | 金多賢        | Kim Đa Hiền   | Lead Rapper, Sub Vocalist                 | 28 tháng 5, 1998  | Seongnam, Gyeonggi, Hàn Quốc | Hàn Quốc  |              |
| Chaeyoung | 채영      | チェヨン   | Son Chae-young  | 손채영          | ソン・チェヨン                | 孫彩瑛        | Tôn Thái Anh  | Main Rapper, Sub Vocalist                 | 23 tháng 4, 1999  | Gangdong-gu, Seoul, Hàn Quốc | Hàn Quốc  |              |
| Tzuyu     | 쯔위      | ツウィ     | Chou Tzu-yu     | 저우쯔위        | チョウ・ツウィ                | 周子瑜        | Chu Tử Du     | Lead Dancer, Sub Vocalist, Maknae, Visual | 14 tháng 6, 1999  | Quận Đông, Đài Nam, Đài Loan | Đài Loan  |              |

### Thời gian hoạt động
Vào tháng 7 năm 2019, Mina tạm ngưng các hoạt động nghệ thuật do đột ngột lo lắng và bất an khi biểu diễn trên sân khấu. Cô trở lại vào tháng 2 năm 2020.
Vào tháng 10 năm 2020, Jeongyeon tạm ngưng mọi hoạt động do chứng rối loạn lo âu.  Cô trở lại vào ngày 31 tháng 1 năm 2021, tại lễ trao Giải thưởng Âm nhạc Seoul lần thứ 30. Vào tháng 8–tháng 11 năm 2021, Jeongyeon lại tiếp tục tạm ngưng hoạt động do chứng hoảng sợ và rối loạn lo âu.

## Danh sách đĩa nhạc
| Album tiếng Hàn - Twicetagram (2017) - Eyes Wide Open (2020) - Formula of Love: O+T=<3 (2021) - Between 1&2 (2022) | Album tiếng Nhật - BDZ (2018) - &Twice (2019) - Perfect World (2021) |

## Danh sách phim

### Phim
| Năm  | Tựa đề    | Vai diễn   | Ghi chú           |
| 2018 | Twiceland | Chính mình | Định dạng ScreenX |

### Chương trình thực tế
| Năm  | Tựa đề                                      | Kênh                           | Ghi chú |
| 2015 | Sixteen                                     | Mnet                           | Chương trình truyền hình chọn ra các thành viên của Twice. Chương trình bắt đầu phát sóng vào ngày 5 tháng 5 năm 2015 (gồm 10 tập).                                                                         |
| 2015 | Twice TV                                    | Naver TV Cast, V Live          | Mùa đầu của chương trình chủ yếu xoay quanh các thành viên. Phát sóng tập đầu vào ngày 10 tháng 7 năm 2015 và tập cuối vào ngày 8 tháng 8 năm 2015 (gồm 5 tập).                                             |
| 2015 | Twice TV2                                   | Naver TV Cast, V Live          | Phát sóng tập đầu vào ngày 23 tháng 10 năm 2015 và tập cuối vào ngày 25 tháng 12 năm 2015 (gồm 10 tập). |
| 2016 | Twice's Private Life                        | Mnet                           | Bắt đầu phát sóng vào ngày 1 tháng 3 năm 2016 (gồm 8 tập). |
| 2016 | Twice TV Begins                             | V Live                         | Tổng hợp các tập đặc biệt xoay quanh các thành viên trong thời gian quảng bá ca khúc "Like Ooh-Ahh". Phát sóng tập đầu vào ngày 29 tháng 6 năm 2016 và tập cuối vào ngày 20 tháng 8 năm 2016 (gồm 8 tập).   |
| 2016 | Twice TV School Meal Club's Great Adventure | V Live                         | School Meal Adventure là mùa đặc biệt với Dahyun, Chaeyoung và Tzuyu (gồm 2 tập). |
| 2016 | Twice TV3                                   | Naver TV Cast, V Live          | Các thành viên của Twice đi du lịch đến đảo Jeju trong kì nghỉ của họ. Phát sóng tập đầu vào ngày 29 tháng 4 năm 2016 và tập cuối vào ngày 17 tháng 6 năm 2016 (gồm 8 tập).                                 |
| 2016 | Twice TV4                                   | Naver TV Cast, V Live          | Phát sóng tập đầu vào ngày 31 tháng 10 năm 2016 và tập cuối vào ngày 19 tháng 12 năm 2016 (gồm 8 tập). |
| 2016 | Twice TV Special                            | Naver TV Cast, V Live          | Tổng hợp các tập đặc biệt xoay quanh các thành viên trong thời gian quảng bá ca khúc "Knock Knock" và trong chuyến đi đến Australia (gồm 6 tập).                                                            |
| 2017 | Twice – Lost: Time                          | JTBC, V Live                   | Phát sóng tập đầu vào ngày 16 tháng 1 năm 2017 (gồm 21 tập). |
| 2017 | Twice TV5: Twice in Switzerland             | V Live, MBC Every 1, MBC Music | Các thành viên Twice (ngoại trừ Jihyo) du lịch đến Thụy Sĩ trong kì nghỉ. Phát sóng tập đầu vào ngày 22 tháng 5 năm 2017 và tập cuối vào ngày 22 tháng 9 năm 2017 (gồm 24 tập).                             |
| 2017 | Twice TV6                                   | Naver TV Cast, V Live          | Các thành viên Twice du lịch đến Singapore trong kì nghỉ. Phát sóng tập đầu vào ngày 8 tháng 11 năm 2017 và tập cuối vào ngày 16 tháng 12 năm 2017 (gồm 12 tập).                                            |
| 2018 | Twice TV 2018                               | Naver TV Cast, V Live, YouTube | Tổng hợp các tập đặc biệt xoay quanh các thành viên trong năm 2018. Phát sóng tập đầu vào ngày 13 tháng 1 năm 2018 (gồm 12 tập).                                                                            |
| 2018 | Twice TV: What Is Love                      | Naver TV Cast, V Live, YouTube | Tổng hợp các tập đặc biệt xoay quanh các thành viên trong thời gian quảng bá ca khúc "What Is Love?". Phát sóng tập đầu vào ngày 18 tháng 4 năm 2018 và tập cuối vào ngày 19 tháng 5 năm 2018 (gồm 10 tập). |
| 2018 | Twice TV: Dance The Night Away              | Naver TV Cast, V Live, YouTube | Phát sóng tập đầu vào ngày 9 tháng 7 năm 2018 (gồm 5 tập). |
| 2018 | Twice TV: Yes or Yes                        | Naver TV Cast, V Live, YouTube | Phát sóng tập đầu vào ngày 12 tháng 11 năm 2018 (gồm 9 tập, 3 tập đặc biệt). |
| 2018 | Twice TV: The Best Thing I Ever Did         | Naver TV Cast, V Live, YouTube | Phát sóng tập đầu vào ngày 21 tháng 12 năm 2018 (gồm 2 tập). |
| 2019 | Twice TV: Fancy                             | Naver TV Cast, V Live, YouTube | Phát sóng tập đầu vào ngày 9 tháng 4 năm 2019 (gồm 15 tập). |
| 2019 | Twice in Hawaii                             | AbemaTV                        | Phát sóng tập đầu vào ngày 19 tháng 7 năm 2019 (gồm 3 tập). |
| 2019 | Twice TV: Feel Special                      | Naver TV Cast, V Live, YouTube | Phát sóng tập đầu tiên vào ngày 29 tháng 9 năm 2019. |
| 2020 | TWICE: Seize the Light                      | YouTube                        | Phát sóng vào 29 tháng 4 năm 2019 (gồm 8 tập). Sau này, tập 9 (tập đặc biệt) được phát sóng ngày 24 tháng 6 năm 2020.                                                                                       |
| 2020 | TIME TO TWICE                               | YouTube, V LIVE, Naver TV Cát  | |

### DVD
- Page Two Monograph[266][267]
- 2017 Season's Greetings[268]
- Twicecoaster: Lane 1 Monograph[269]
- Twice 1st Photo Book "One in a Million"[270]
- Twice Super Event[271]
- Twice Debut Showcase "Touchdown in Japan"[272]
- Twicezine: Jeju Island Edition[273]
- Signal Monograph[274]
- 2018 Season's Greetings "First Love"[275]
- Twiceland – The Opening[276]
- Twicetagram Monograph[277]
- Merry & Happy Monograph[278]
- Twiceland – The Opening (Encore)[279]
- Once Begins Twice Fanmeeting[280]
- 2019 Japan Season's Greetings "Twice Airlines"[281]
- 2019 Season's Greetings "The Roses"[282]
- Twiceland Zone 2: Fantasy Park[283]

## Lưu diễn

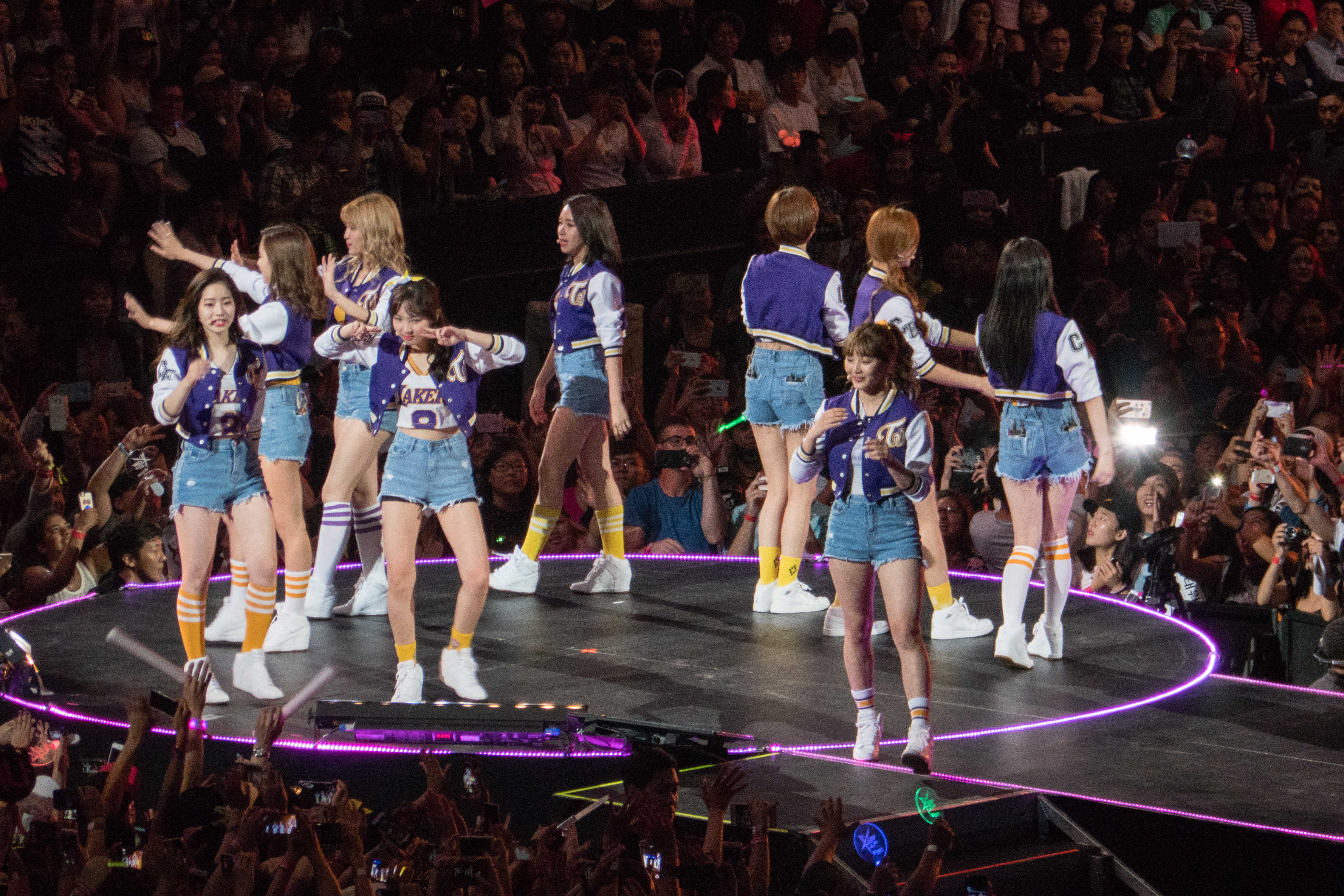
Twice biểu diễn tại KCON LA vào tháng 7 năm 2016.

| Chuyến lưu diễn hòa nhạc - Twice 1st Tour: Twiceland – The Opening (2017) - Twice Debut Showcase "Touchdown in Japan" (2017) - Twice Showcase Live Tour 2018 "Candy Pop" (2018) - Twice 2nd Tour: Twiceland Zone 2 – Fantasy Park (2018) - Twice 1st Arena Tour 2018 "BDZ" (2018) - Twice Dome Tour 2019 "#Dreamday" (2019) - Twice World Tour 2019 "Twicelights" (2019–2020) - Twice 4th World Tour "III" (2021–2022) | Buổi hòa nhạc trực tuyến - Twice: World in a Day (2020) - Twice in Wonderland (2021) |

## Giải thưởng và đề cử
Năm 2016, Twice đã giành cúp chương trình âm nhạc đầu tiên với "Cheer Up" vào tập 472 phát sóng ngày 5 tháng 5 của M Countdown. Một năm sau, với tổng cộng 36 chiếc cúp chương trình âm nhạc trong năm 2017, Twice đạt kỷ lục có nhiều cúp chiến thắng nhất trong vòng một năm. Tính đến tháng 5 năm 2018, Twice trở thành nghệ sĩ đầu tiên giành được 7 chiến thắng Triple Crown (chiến thắng vào ba tuần) trên chương trình Inkigayo.
Ở các lễ trao giải thưởng lớn, Twice cũng giành được nhiều giải thưởng lớn và danh giá như Bài hát của năm với "Cheer Up" trong hai giải thưởng âm nhạc lớn là Melon Music Awards và Mnet Asian Music Awards vào năm 2016. Năm 2017, "Signal" trong EP thứ tư cùng tên của Twice đã giành được giải thưởng Bài hát của năm lần thứ hai tại Mnet Asian Music Awards 2017. Twice đã chiến thắng giải thưởng Bài hát của năm lần thứ ba liên tiếp tại Mnet Asian Music Awards 2018 với bài hát "What Is Love?" từ album cùng tên, giúp nhóm trở thành nhóm nhạc nữ duy nhất dành chiến thắng giải thưởng này trong 3 năm liên tiếp.
Ngày 3 tháng 11 năm 2017, Twice nhận được Bằng khen của Bộ trưởng Bộ Văn hoá, Thể thao và Du lịch tại Korean Popular Culture and Arts Awards, là giải thưởng được tổ chức từ năm 2010 "nhằm vinh danh những đối tượng có đóng góp với văn hoá nhạc pop đương đại và nghệ thuật nói chung, bao gồm các diễn viên, ca sĩ, diễn viên hài, người mẫu". Ngày 19 tháng 8 năm 2019, Twice được thông báo sẽ nhận giải thưởng "Hallyu Culture Grand Prize", còn được gọi là giải thưởng của Bộ trưởng Bộ Văn hoá, Thể thao và Du lịch Hàn Quốc tại Triển lãm Văn hóa Hallyu Newsis 2019 vào ngày 23 tháng 8.